# Luvisol

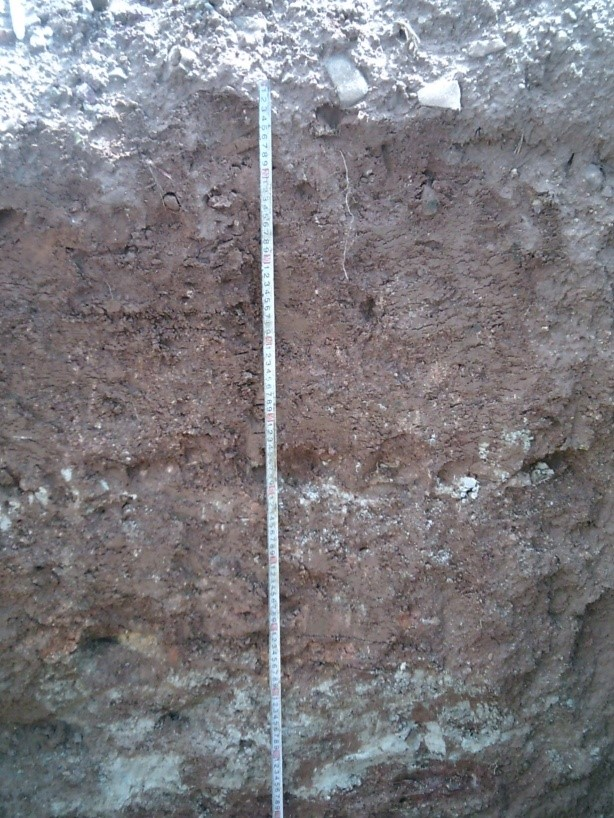
Calcic Luvisol (Solimovic) in Agbe, Tigray, Ethiopië

Een Luvisol (in de World Reference Base for Soil Resources) is een bodem met een duidelijk ontwikkelde kleiinspoelingshorizont en een hoge kationenomwisselingscapaciteit. Het moedermateriaal van Luvisolen bestaat uit ongeconsolideerd materiaal. Ze komen overeen met subgroupen van de Alfisols in de USDA Soil Taxonomy. In de Nederlandse bodemclassificatie komen ze overeen met de brikgronden.
Luvisolen komen vooral voor in landschappen met een vlak tot licht heuvelachtig reliëf met een koel gematigd klimaat of een warm klimaat met duidelijk droge en natte seizoenen (zoals het Mediterrane klimaat).
De meeste Luvisols zijn vruchtbare gronden en zijn daarom geschikt voor veel vormen van landbouw. Op Luvisolen worden vaak granen, suikerbieten en voedergewassen geteeld. Op de steilere hellingen vinden we boomgaarden en veeteelt.
Ongeveer 500 tot 600 miljoen hectare van het land oppervlak van de aarde bestaat uit Luvisolen. Ze zijn te vinden in de Verenigde Staten, west en centraal Rusland, Europa, het Middellandse Zeegebied en in Zuid-Australië.

## Weblinks

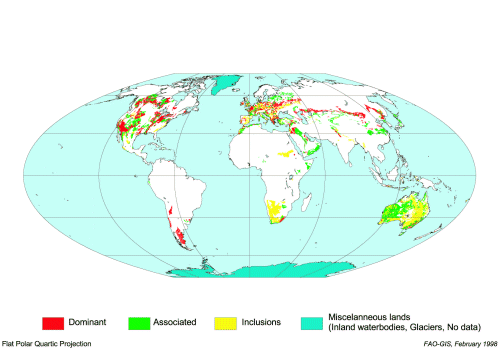
Voorkomen van Luvisols

- profile photos (with classification) WRB homepage
- profile photos (with classification) IUSS World of Soils
- videos explaining the description and classification of a Luvisol WRB homepage

World Reference Base for Soil Resources: Acrisol · Alisol · Andosol · Anthrosol · Arenosol · Calcisol · Cambisol · Chernozem · Cryosol · Durisol · Ferralsol · Fluvisol · Gleysol · Gypsisol · Histosol · Kastanozem · Leptosol · Lixisol · Luvisol · Nitisol · Phaeozem · Planosol · Plinthosol · Podzol · Regosol · Retisol · Solonchak · Solonetz · Stagnosol · Technosol · Umbrisol · Vertisol

USDA Soil Taxonomy: Alfisol · Andosol · Aridisol · Entisol · Gelisol · Histosol · Inceptisol · Mollisol · Oxisol · Spodosol · Ultisol · Vertisol

Nederlandse bodemclassificatie: Veengronden · Podzolgronden · Brikgronden · Eerdgronden · Vaaggronden